# Pontocythere baceseoi
Pontocythere baceseoi is een mosselkreeftjessoort uit de familie van de Cushmanideidae. De wetenschappelijke naam van de soort is voor het eerst geldig gepubliceerd in 1960 door Caraion.